# Попондетта
Попондетта (англ. Popondetta, ток-пісін Popondetta) — місто в Папуа Новій Гвінеї, адміністративний центр провінції Оро.

## Географія
Попондетта розташована у південно-східній частині папуанської половини острова Нова Гвінея.

### Клімат
Місто знаходиться у зоні, котра характеризується вологим тропічним кліматом. Найтепліший місяць — грудень із середньою температурою 27.1 °C (80.8 °F). Найхолодніший місяць — липень, із середньою температурою 25.2 °С (77.4 °F).
| Клімат Попондетти       | Клімат Попондетти | Клімат Попондетти | Клімат Попондетти | Клімат Попондетти | Клімат Попондетти | Клімат Попондетти | Клімат Попондетти | Клімат Попондетти | Клімат Попондетти | Клімат Попондетти | Клімат Попондетти | Клімат Попондетти | Клімат Попондетти |
| Показник                | Січ.              | Лют.              | Бер.              | Квіт.             | Трав.             | Черв.             | Лип.              | Серп.             | Вер.              | Жовт.             | Лист.             | Груд.             | Рік               |
| Середній максимум, °C   | 31,3              | 31,2              | 30,9              | 30,8              | 29,9              | 30,1              | 29,6              | 30                | 30,7              | 31,8              | 32,1              | 31,8              | 30,9              |
| Середня температура, °C | 27                | 27                | 26,7              | 26,5              | 26,4              | 25,7              | 25,2              | 25,3              | 25,8              | 26,6              | 26,9              | 27,1              | 26,4              |
| Середній мінімум, °C    | 22,8              | 22,9              | 22,7              | 22,2              | 22,7              | 21,2              | 20,8              | 20,9              | 21,1              | 21,9              | 22,1              | 22,5              | 22                |
| Норма опадів, мм        | 387.2             | 334.7             | 305.8             | 267.2             | 256.9             | 167.6             | 161.4             | 157.8             | 220.1             | 261.4             | 322.8             | 390.3             | 3233.2            |
| Днів з опадами          | 20,1              | 18,7              | 20,6              | 18                | 15,2              | 12,1              | 12,2              | 11                | 12,1              | 12,6              | 13                | 16,1              | 181,7             |
| Вологість повітря, %    | 80.4              | 82.5              | 82.3              | 81.2              | 81                | 79.2              | 78.9              | 77                | 76.1              | 75.5              | 75.7              | 77.6              | 79                |
| ----------------------- | ----------------- | ----------------- | ----------------- | ----------------- | ----------------- | ----------------- | ----------------- | ----------------- | ----------------- | ----------------- | ----------------- | ----------------- | ----------------- |
| Джерело: Weatherbase    |                   |                   |                   |                   |                   |                   |                   |                   |                   |                   |                   |                   |                   |